# Kokoryczka

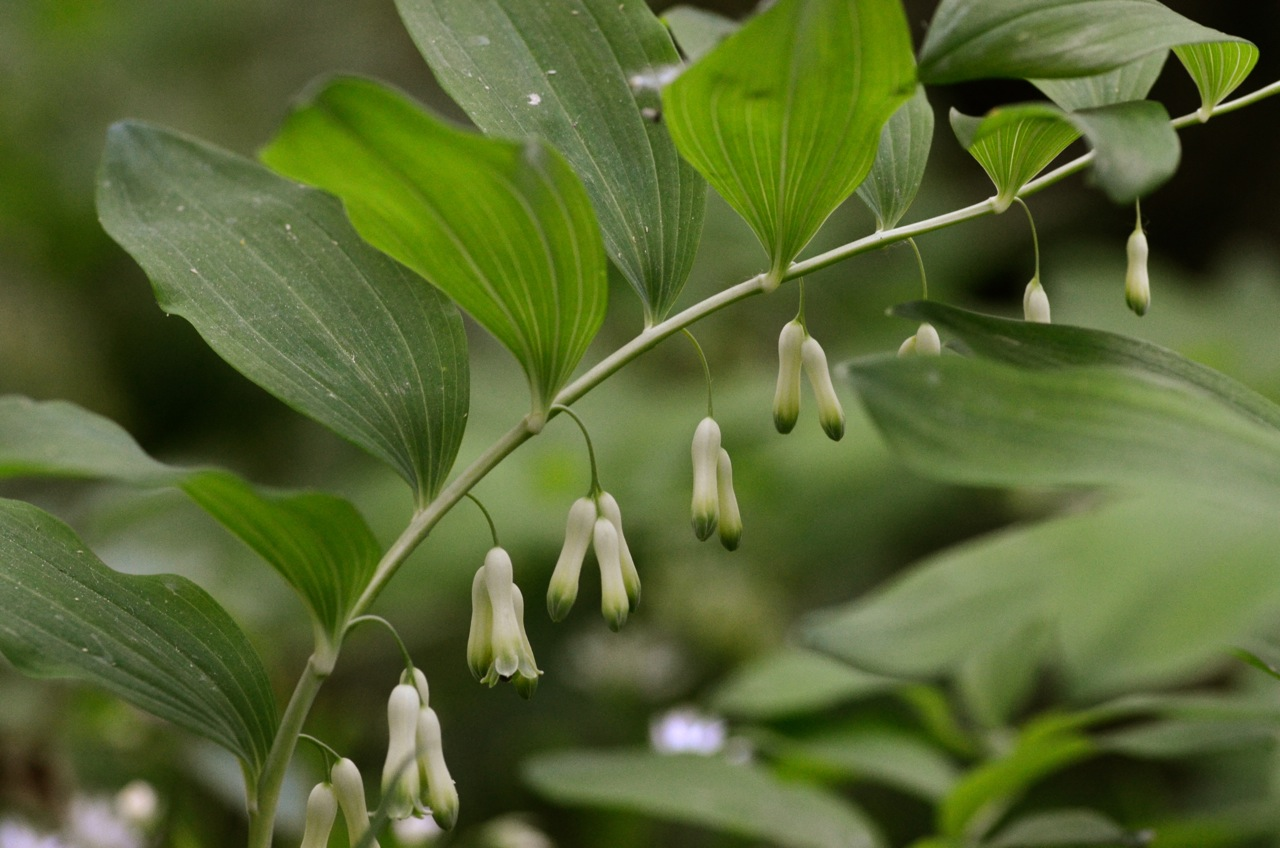
Kokoryczka wielokwiatowa

Kokoryczka (Polygonatum Mill.) – rodzaj roślin z rodziny szparagowatych (Asparagaceae), dawniej także klasyfikowany do konwaliowatych (Convallariaceae), myszopłochowatych (Ruscaceae) i liliowatych (Liliaceae). Do rodzaju należy ok. 57, 60, 72 gatunki. Występują one głównie w strefie klimatu umiarkowanego na półkuli północnej, przy czym największe zróżnicowanie osiągają w Azji wschodniej między Himalajami i Japonią. W samych Chinach występuje 20 endemitów z tego rodzaju. W Ameryce Północnej występują tylko 3 gatunki, w Europie 5, z czego trzy obecne są we florze Polski: kokoryczka okółkowa P. verticillatum, kokoryczka wielokwiatowa P. multiflorum i kokoryczka wonna P. odoratum.
Szereg gatunków uprawianych jest jako rośliny ozdobne, niektóre wykorzystywane są także jako lecznicze i pokarmowe.

## Morfologia

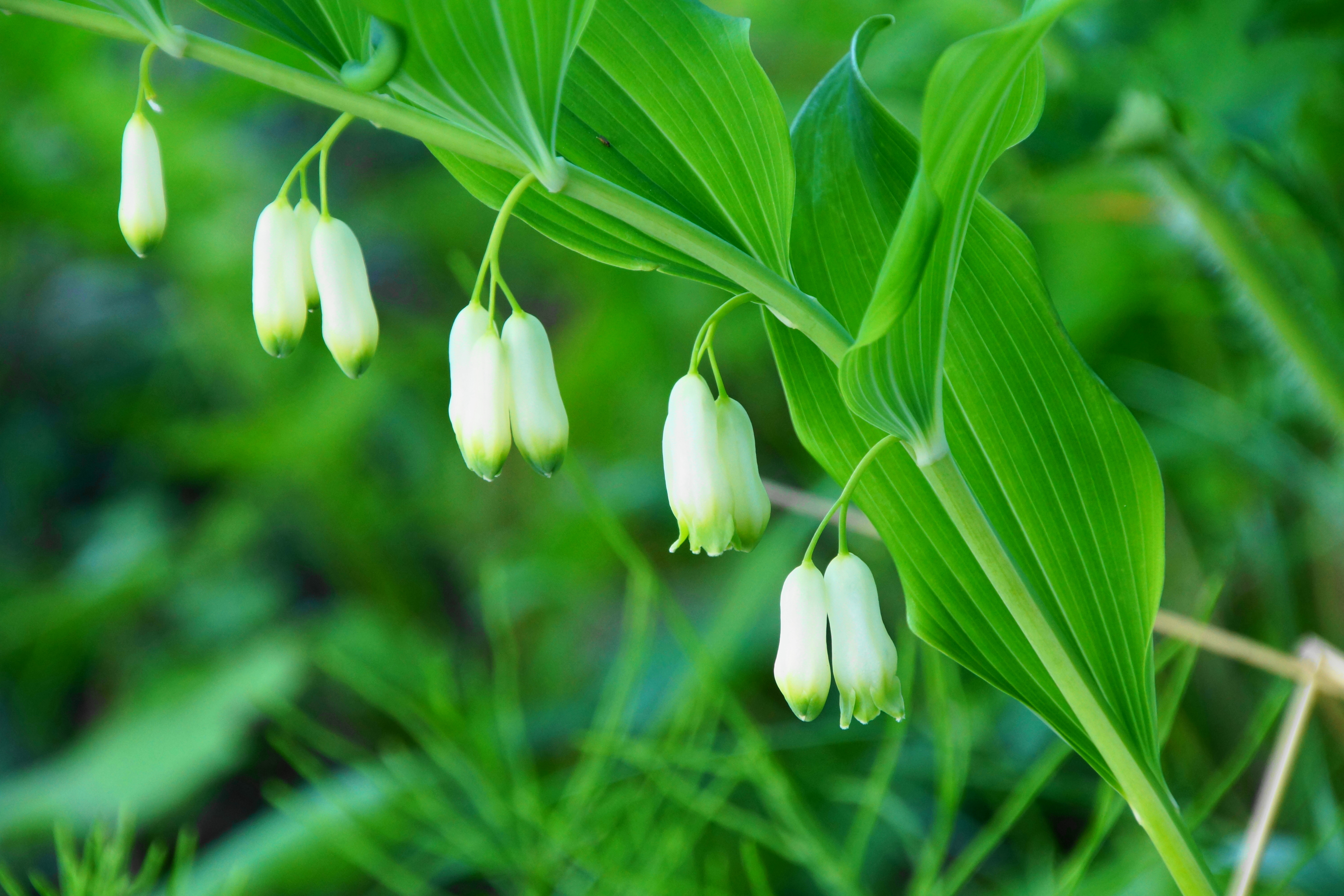
Kokoryczka dwukwiatowa

PokrójByliny kłączowe, zwykle lądowe, rzadko epifityczne. Łodygi wyrastające z kłącza pojedyncze, nierozgałęzione, wzniesione, zwykle łukowate. Kłącze tęgie, poziomo rosnące.
LiścieW okółkach, naprzeciwległe lub skrętoległe, siedzące lub krótkoogonkowe. Czasem z wyciągniętym końcem liścia w długi wąs.
KwiatyWyrastają w skupieniach, rzadko pojedynczo z kątów liści. Obupłciowe, zwykle zwisające na szypułkach, rzadko wzniesione. Okwiat z 6 listków, zwykle zrośniętych i tworzących rurkę przynajmniej do 1/2 długości. Pręcików 6. Zalążnia z 3 komorami, w każdej znajduje się od 2 do 8 zalążków. Słupek smukły, znamię trójdzielne, drobne.
OwoceKulistawe jagody zawierające do 10 okrągławych nasion.

## Systematyka
Synonimy taksonomiczne

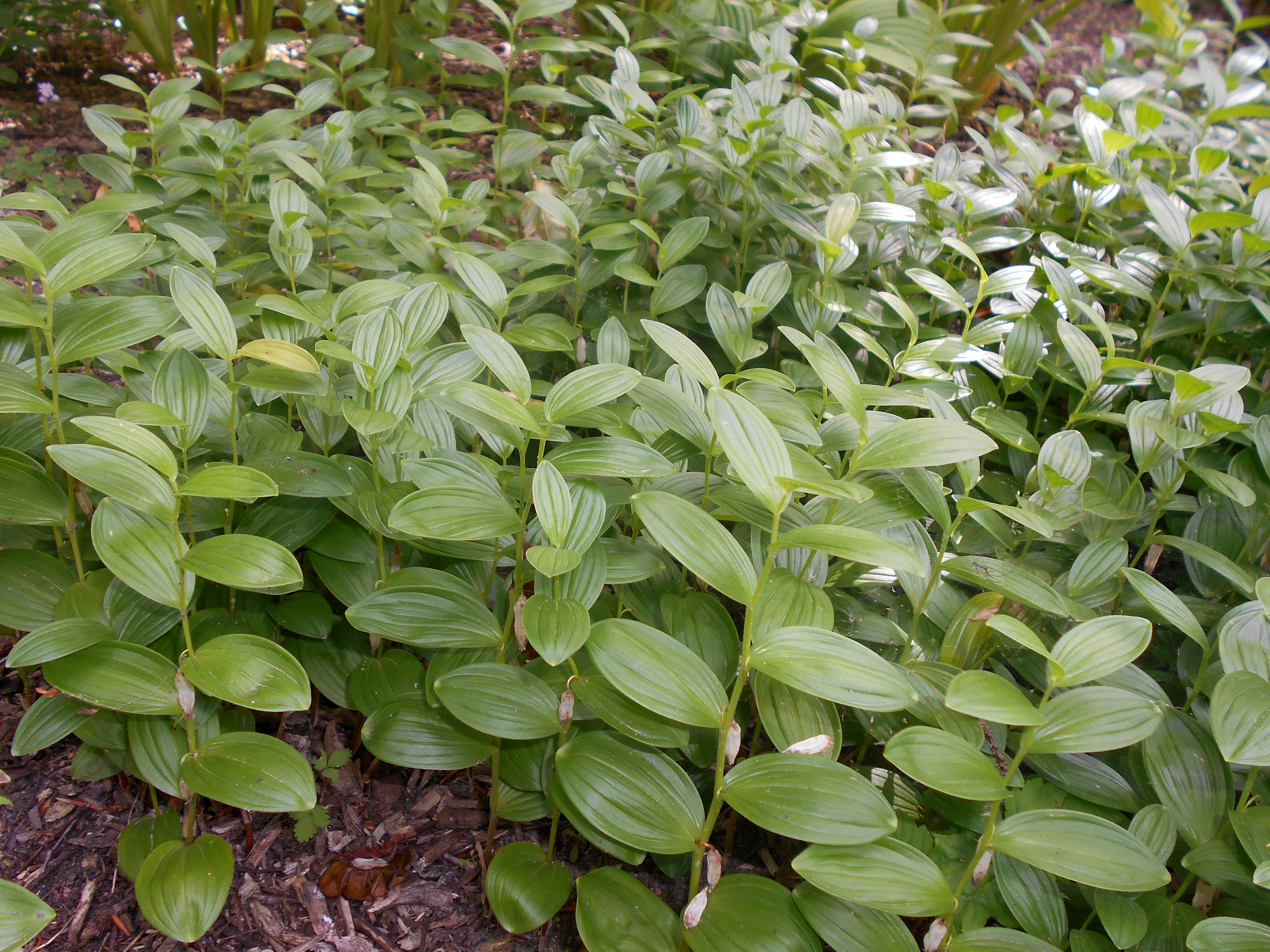
Kokoryczka niska

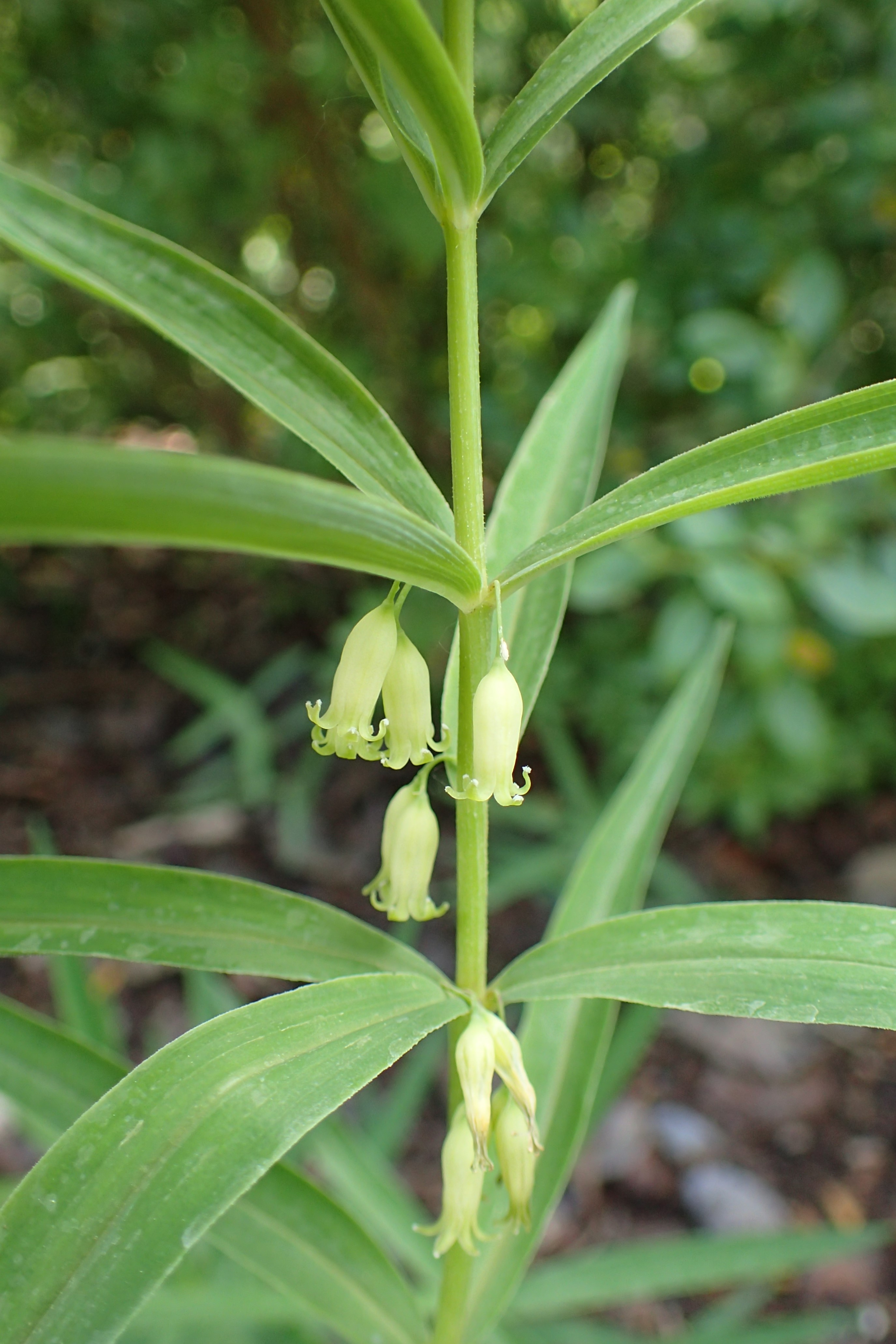
Kokoryczka okółkowa

Axillaria Rafinesque, Salomonia Heister ex Fabricius, Periballanthus Franch. & Sav.
Pozycja według Angiosperm Phylogeny Website (aktualizowany system APG IV z 2016)
Klad okrytonasienne, klad jednoliścienne (monocots), rząd szparagowce (Asparagales), rodzina szparagowate (Asparagaceae), podrodzina Nolinoideae Burnett.
Pozycja rodzaju w systemie Reveala (1994–1999)
Gromada okrytonasienne (Magnoliophyta Cronquist), podgromada Magnoliophytina Frohne & U. Jensen ex Reveal, klasa jednoliścienne (Liliopsida Brongn.), podklasa liliowe (Liliidae J.H. Schaffn.), nadrząd Lilianae Takht. rząd szparagowce (Asparagales Bromhead), rodzina konwaliowate (Convallariaceae Horan.), plemię Polygonateae Benth. & Hook.f., rodzaj kokoryczka (Polygonatum Mill.).
Pozostałe gatunki
- Polygonatum acuminatifolium Kom.
- Polygonatum adnatum S.Yun Liang
- Polygonatum amabile Yatabe
- Polygonatum angelicum Floden
- Polygonatum annamense Floden
- Polygonatum arisanense Hayata
- Polygonatum autumnale Floden
- Polygonatum × azegamii (Ohwi) M.N.Tamura
- Polygonatum biflorum (Walter) Elliott – kokoryczka dwukwiatowa
- Polygonatum brevistylum Baker
- Polygonatum × buschianum Tzvelev
- Polygonatum campanulatum G.W.Hu
- Polygonatum cathcartii Baker
- Polygonatum cirrhifolium (Wall.) Royle
- Polygonatum costatum Floden
- Polygonatum cryptanthum H.Lév. & Vaniot
- Polygonatum curvistylum Hua
- Polygonatum cyrtonema Hua
- Polygonatum daminense H.J.Yang & D.F.Cui
- Polygonatum × desoulavyi Kom.
- Polygonatum × domonense Satake
- Polygonatum falcatum A.Gray – kokoryczka sierpowata
- Polygonatum filipes Merr. ex C.Jeffrey & McEwan
- Polygonatum franchetii Hua
- Polygonatum geminiflorum Decne.
- Polygonatum glaberrimum K.Koch – kokoryczka gładka
- Polygonatum gongshanense L.H.Zhao & X.J.He
- Polygonatum govanianum Royle
- Polygonatum graminifolium Hook.
- Polygonatum grandicaule Y.S.Kim, B.U.Oh & C.G.Jang
- Polygonatum griffithii Baker
- Polygonatum hirtellum Hand.-Mazz.
- Polygonatum hookeri Baker – kokoryczka Hookera
- Polygonatum humile Fisch. ex Maxim. – kokoryczka niska
- Polygonatum × hybridum Brügger
- Polygonatum inflatum Kom.
- Polygonatum infundiflorum Y.S.Kim, B.U.Oh & C.G.Jang
- Polygonatum involucratum (Franch. & Sav.) Maxim.
- Polygonatum jinzhaiense D.C.Zhang & J.Z.Shao
- Polygonatum kingianum Collett & Hemsl.
- Polygonatum × krylovii (Ameljcz. & Malachova) A.L.Ebel
- Polygonatum lasianthum Maxim.
- Polygonatum latifolium (Jacq.) Desf. – kokoryczka szerokolistna
- Polygonatum leiboense S.C.Chen & D.Q.Liu
- Polygonatum longistylum Y.Wan ex C.Z.Gao
- Polygonatum luteoverrucosum Floden
- Polygonatum macranthum (Maxim.) Koidz.
- Polygonatum macropodum Turcz.
- Polygonatum megaphyllum P.Y.Li
- Polygonatum mengtzense F.T.Wang & Tang
- Polygonatum multiflorum (L.) All. – kokoryczka wielokwiatowa
- Polygonatum nervulosum Baker
- Polygonatum nodosum Hua
- Polygonatum odoratum (Mill.) Druce – kokoryczka wonna
- Polygonatum omeiense Z.Y.Zhu
- Polygonatum oppositifolium (Wall.) Royle
- Polygonatum orientale Desf.
- Polygonatum prattii Baker
- Polygonatum × pseudopolyanthemum Miscz. ex Grossh.
- Polygonatum pubescens (Willd.) Pursh
- Polygonatum punctatum Royle ex Kunth
- Polygonatum qinghaiense Z.L.Wu & Y.C.Yang
- Polygonatum robustum (Korsh.) Nakai
- Polygonatum roseum (Ledeb.) Kunth
- Polygonatum sewerzowii Regel
- Polygonatum sibiricum Redouté
- Polygonatum singalilense H.Hara
- Polygonatum sparsifolium F.T.Wang & Tang
- Polygonatum stenophyllum Maxim.
- Polygonatum stewartianum Diels
- Polygonatum × tamaense H.Hara
- Polygonatum tessellatum F.T.Wang & Tang
- Polygonatum tsinlingense Tsui
- Polygonatum undulatifolium Floden
- Polygonatum urceolatum (J.M.H.Shaw) Floden
- Polygonatum verticillatum (L.) All. – kokoryczka okółkowa
- Polygonatum wardii F.T.Wang & Tang
- Polygonatum yunnanense H.Lév.
- Polygonatum zanlanscianense Pamp.
- Polygonatum zhejiangensis X.J.Xue & H.Yao